# Mansfield (Louisiana)
Mansfield település az Amerikai Egyesült Államok Louisiana államában, DeSoto megyében, melynek megyeszékhelye is. Lakosainak száma 4714 fő (2020. április 1.).

## Népesség
A település népességének változása:

| 2010 | 5 001 |
| 2020 | 4 714 |